# Universal Camouflage Pattern

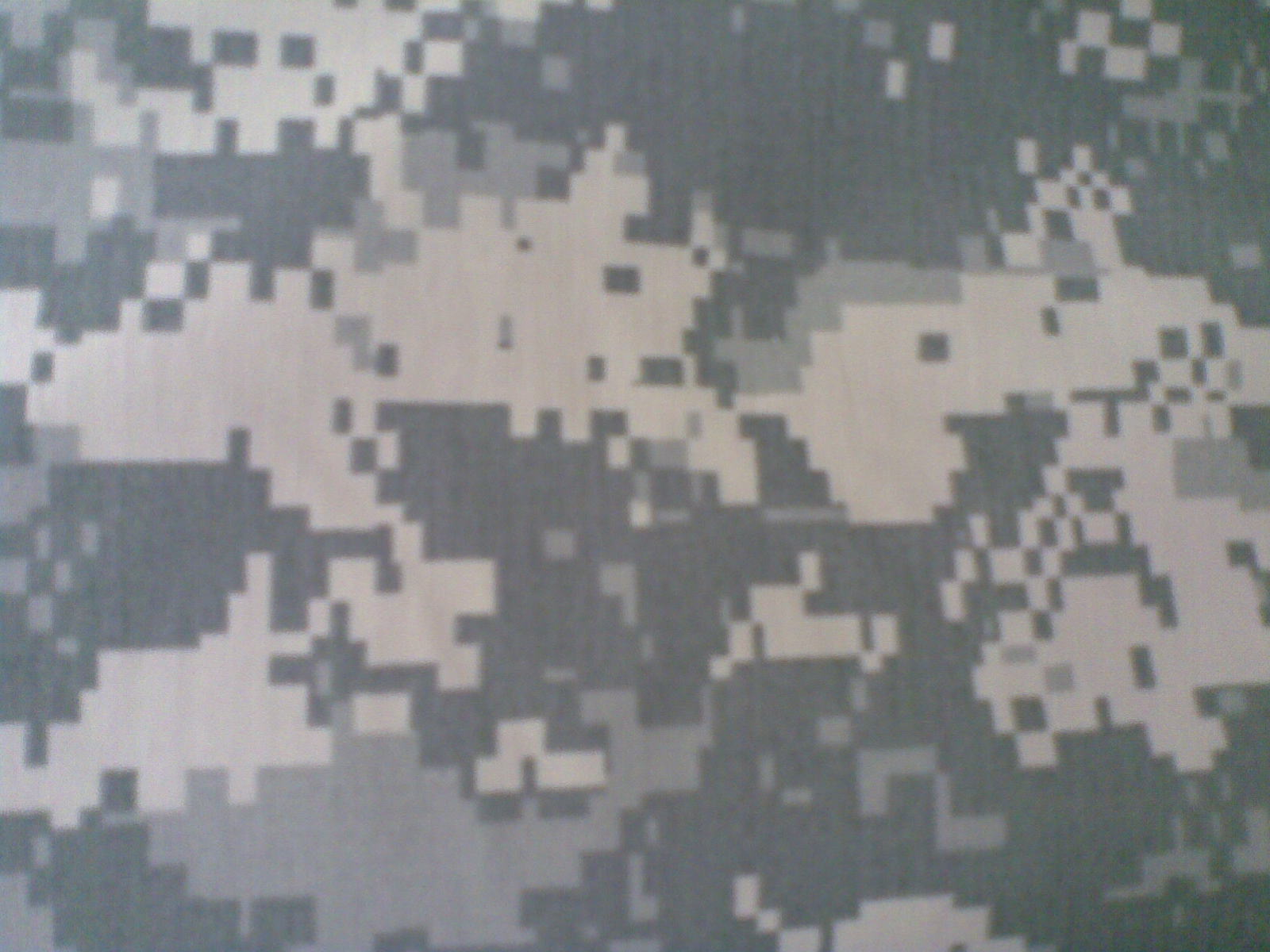
Wzór kamuflażu UCP

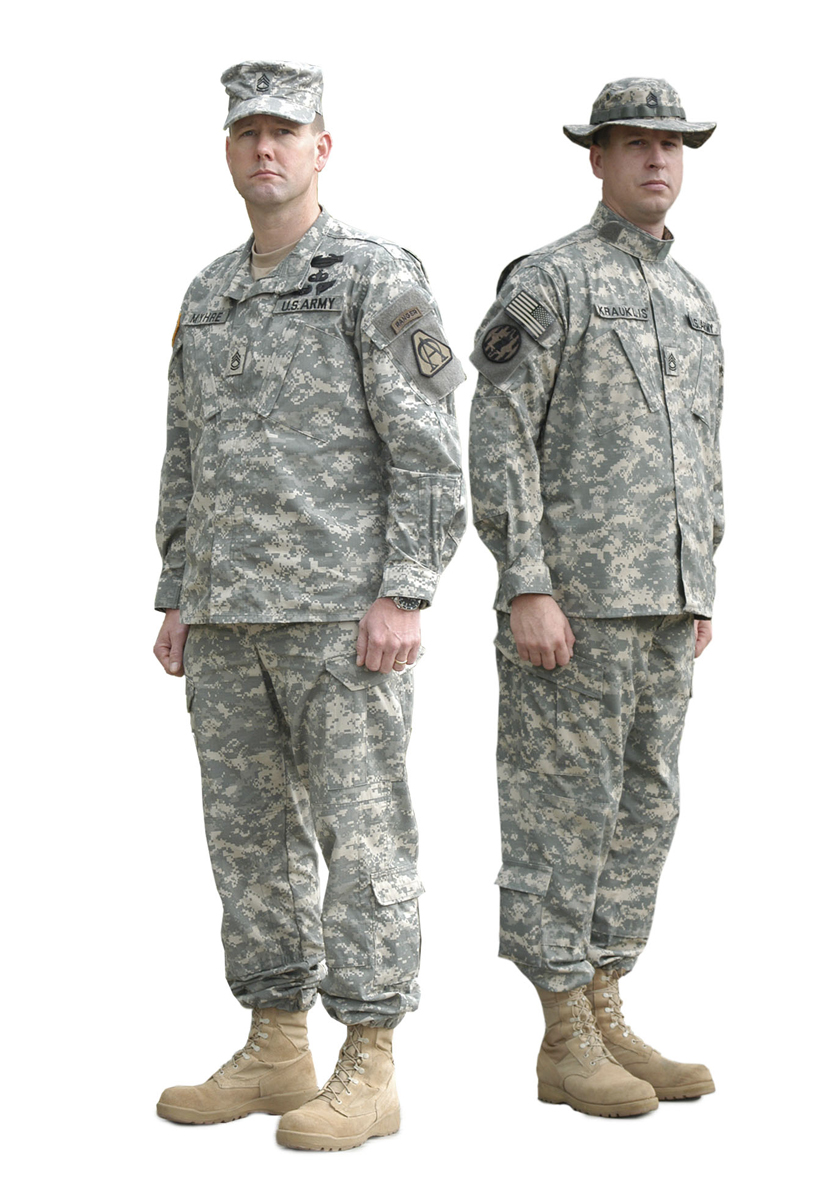
Dwóch żołnierzy w mundurach ACU w kamuflażu UCP

Universal Camouflage Pattern (UCP) – kamuflaż pikselowy nowej generacji, używany przez siły lądowe United States Army. Składa się z pikseli w trzech kolorach: szary, beżowy i zielony (Urban Gray, Desert Sand i Foliage Green), umieszczonych według schematu opracowanego dla kanadyjskiego kamuflażu CADPAT. 
Kamuflaż UCP został wprowadzony do użytku w 2004 roku, zastępując dotychczas użytkowane M81 Woodland i 3 Color Desert Pattern, oraz eliminując podczas testów MultiCam. Miał to być uniwersalny kamuflaż do warunków leśnych, pustynnych i miejskich. Obecnie UCP nie sprawdza się w warunkach bojowych w Afganistanie i we wrześniu 2019 został zastąpiony przez odmianę MultiCam.